# Квадрига (премия)
«Квадрига» (нем. Quadriga) — ежегодная премия, вручавшаяся в 2003—2010 годах немецкой некоммерческой организацией Netzwerk Quadriga gGmbH, находящейся в Берлине. Учредителем премии является клуб Werkstatt Deutschland («Мастерская „Германия“»), основанный в 1993 году. Премия вручалась людям или группам за стремление к инновациям, общественному благу и обновлению путём действий в сфере политики, экономики и культуры. Церемония награждения проходила ежегодно 3 октября — в День немецкого единства в память воссоединения Германии. С 2003—2007 года с премией вручался чек на 100 тысяч евро. С 2008 года премия не дотирована.
Приз премии представляет собой небольшую скульптурную композицию, копию квадриги, венчающую Бранденбургские ворота в Берлине. Церемония награждения в разные годы проходила на разных площадках: в 2003 и 2004 годах в берлинском Концертхаусе, с 2005 по 2008 год — в Комише опер, в 2009 году — в Министерстве иностранных дел Германии. Премию получали такие известные политики как Виктор Ющенко, Михаил Горбачёв, Вацлав Гавел, Бернар Кушнер и другие.

## Премия 2011 года
Решение жюри вручить премию В. В. Путину в 2011 году было критически встречено рядом немецких политиков. Представитель «зелёных» оказался не единственным политиком, недовольным присуждением этой премии российскому премьеру: уполномоченный правительства ФРГ по правам человека Маркус Лёнинг назвал присуждение премии Путину «циничным поступком». В знак протеста против решения о присуждении премии Путину о выходе из попечительского совета «Квадриги» заявили основатель «Википедии» Джимми Уэйлс, сопредседатель партии «зелёных» Джем Оздемир и историк Эдгар Вольфрум. Вацлав Гавел и Олафур Элиассон заявили о намерении вернуть свою премию. В итоге организаторы премии вообще отказались от идеи вручать её в 2011 году. После этого премия более не вручалась.

## Лауреаты

### 2003
Лауреаты премии 2003 года:
- Армин Мюллер-Шталь — немецкий актёр
- Норман Фостер — британский архитектор
- Жан-Клод Юнкер — премьер-министр Люксембурга
- Эйнарс Репше — премьер-министр Латвии
- Амаль Рифай, Оделия Эйнбиндер и Силке Темпел — авторы книги Wir wollen beide hier leben: Eine schwierige Freundschaft in Jerusalem («Мы хотим жить вместе: трудная дружба в Иерусалиме»)

### 2004
Лауреаты премии 2004 года:
- Реджеп Тайип Эрдоган — премьер-министр Турции
- Эрик-Эммануэль Шмитт — французский драматург
- Томас Квастхофф — немецкий певец
- Шимон Панек — один из основателей фонда People in Need («Люди в нужде»), Чехия
- Хамид Карзай — президент Афганистана

### 2005
Лауреаты премии 2005 года:
- Гельмут Коль — канцлер ФРГ в 1982—1998 годах
- Тим Бернерс-Ли — британский учёный, изобретатель Всемирной паутины
- Члены семьи Роберта Маккартни, ставшего жертвой террора Ирландской республиканской армии.
- Принц Карим Ага-хан IV — имам исмаилитов

### 2006
Лауреаты премии 2006 года
- Шимон Перес — израильский политик
- Риккардо Илли — итальянский политик
- Флориан Хенкель фон Доннерсмарк, Ульрих Мюэ и Себастьян Кох — немецкие деятели кино за фильм Жизнь других
- Виктор Ющенко — президент Украины

### 2007
Лауреаты премии 2007 года:
- Герхард Шрёдер — бывший канцлер Германии
- Айша Эль-Вафи и Филлис Родригес — матери преступника и жертвы терактов 11 сентября 2001 года, ищущие примирения
- Еженедельник Der Spiegel в лице главного редактора Штефана Ауста
- Королева Швеции Сильвия

### 2008
Лауреаты премии 2008 года:
- Борис Тадич — президент Сербии
- Эккарт Хёфлинг — францисканский священник в Рио-де-Жанейро
- Википедия в лице Джимми Уэйлса
- Питер Гэбриэл — британский музыкант и защитник прав человека

### 2009
Лауреаты премии 2009 года:
- Жозе Мануэл Дуран Баррозу — председатель Европейской комиссии
- Мариус Мюллер-Вестернхаген — немецкий музыкант и актёр
- Активистки из Ирана, борющиеся за изменения в вопросах равенства
- Вацлав Гавел — писатель, первый президент Чехии
- Бербель Боляй — художница, активистка движения «Новый форум» в ГДР
- Михаил Горбачёв — лауреат Нобелевской премии мира, президент СССР

### 2010
Лауреаты премии 2010 года:
- Георгиос Папандреу — премьер-министр Греции
- Вооружённые силы Германии в лице министра обороны Карла-Теодора цу Гуттенберга и генерал-лейтенанта Гюнтера Вейлера
- Вольфганг Шойбле и Лотар де Мезьер — члены партии ХДС
- Доктор Альбрехт и Кристина Хеннинг
- Олафур Элиассон — датский художник

### 2011
Вручение премии было отменено в связи со скандалом вокруг решения о её вручении Владимиру Путину. Не получившие премию лауреаты:
- Патрисия Эспиноса Кантельяно — министр иностранных дел Мексики
- Бетюль Дурмаз — немецкая преподавательница и писательница турецкого происхождения
- Салям Файяд — премьер-министр Палестинской автономии
- Владимир Путин — премьер-министр России